# Kollagen-Typ 9α3
Kollagen Typ IX, alpha 3 ist ein fibrillenassoziiertes Kollagen, das vom Gen COL9A3 codiert wird. Es bildet mit dem verwandten Kollagen Typ IX, alpha 1 und Kollagen Typ IX, alpha 2 Heterotrimere, die wiederum Kollagenfibrillen vom Typ IX formen.

## Eigenschaften
Kollagen Typ IX, alpha 3 ist Bestandteil des hyalinen Knorpels und des Glaskörpers. COL9A3 beteiligt sich an den Stoffwechselwegen von Interleukin-3 und Interleukin-5, sowie an der Signaltransduktion vom GM-CSF und der Interaktion mit NCAM1.
Mutationen im Gen COL9A3 können zur Multiplen epiphysären Dysplasie Typ 3 und zur Bandscheibenerkrankung führen.